# Жак Некер
Жак Некѐр (на френски: Jacques Necker) е френски държавник от швейцарски произход и финансов министър при Луи XVI (1776-1781, 1788-1789 и 1789–1790).
Той организира свикването на Генералните щати през 1789 година, а уволнението му на 11 юли същата година става повод за щурма на Бастилията няколко дни по-късно. Некер е възстановен на поста, но през следващите месеци популярността му бързо намалява и през септември 1790 година той подава оставка и заминава за Швейцария.
Той е баща на писателката Ан дьо Стал.